# Roebling (New Jersey)
Roebling – jednostka osadnicza w Stanach Zjednoczonych, w stanie New Jersey, w hrabstwie Burlington.